# Shaijismo
El shaijismo (en árabe: الشيخية) es un movimiento religioso islámico fundado por Sheikh Ahmad al-Ahsa'i en el siglo XIX en el Imperio persa, durante el periodo histórico de la Dinastía kayar. El movimiento religioso, empezó como una combinación de la doctrina del Sufismo con el Chiismo, sobre el final de los tiempos y la resurrección. En la actualidad hay una minoría de shaijis en Irán e Irak, aunque la mayoría se convirtieron al Babismo, y después al Bahaísmo.
Los babíes y los bahá'ís ven al shaijismo como un ancestro espiritual de su movimiento, preparador del camino del Bab y de Bahá'u'lláh. Según ellos, el shaijismo ya ha realizado su propósito escatológico.

## Enseñanzas shaijis

### Escatología
La primera fuerza detrás de las enseñanzas de Sheij Shmad es la creencia de los imaníes en la ocultación del Duodécimo Imán. Los duodecimanos creen que hubo doce imanes (de los cuales el primero fue Alí y el último Muhammad Al-Mahdi) Mientras que los primeros once murieron, se dice que el duodécimo desapareció, para volver "antes del día del juicio" y "llenar la tierra con justicia y hacer que la verdad triunfara". Esta figura mesiánica es llamada Mahdi.
Los shaijis creen que debido a que los musulmanes necesitaran una guía de un Mahdi, debe haber un individuo en la tierra capaz de comunicarse con él. Este personaje sería descrito como el "perfecto chií", y Sheij Ahmad fue el primero en adoptar esa posición. Debido a su capacidad única, el líder de la secta alcanzó una cuasidivinización por parte de sus seguidores.
No está claro quién predijo que la venida del Mahdi estaba cerca, si Sheij Ahmad o su sucesor, Sayyid Kazim Rashti.

### La fuente de conocimiento y certeza
Las creencias shaijis respecto al conocimiento son parecidas a las de los sufíes, salvo que mientras que el caminante sufí se apropia del papel de intérprete y adjudicador de la verdad, Sheij Ahmad aclaró que el árbitro final para la interpretación y claridad era el Duodécimo Imán.

Para Sheij Ahmad, pues, el sabio chií no es simplemente un pensador mundano dependiente de nada más que el texto divino y sus herramientas intelectuales para su interpretación. El Sabio debe tener un polo espiritual (qutb), una fuente de gracia (ghawth), que servirá como lugar de la mirada del propio Dios en este mundo. Ambos polo y ghawth son términos sufíes usados con frecuencia por los grandes maestros que pueden por su gracia ayudar a sus seguidores a seguir su camino espiritual. Para Sheij Ahmad, el polo ews el Duodécimo Imán en persona, la luz de cuyo ser está en el corazón del Sabio. Los informes orales, anota, dicen que los creyentes se benefician del Imán en su Ocultación de la misma manera en que la tierra se beneficia del sol incluso cuando está detrás de una nube. Si la luz del Imán, como guardián (mustahfiz) pudiera ser extinguida por completo, entonces el Sabio no podría ver en la oscuridad.

### Simbología mística y el origen de los profetas
La perspectiva de aceptación de Sheij Ahmad de las doctrinas islámicas divergía en diversas áreas, sobre todo en las interpretaciones místicas de la profecía. El "sol" y la "luna" y las "estrellas" de las suras escatológicas del Corán son vistas de forma alegórica, cuando las interpretaciones islámicas las ven como eventos que incluyen cuerpos celestiales que tendrán lugar de forma literal el día del Juicio. En otros escritos, Sheij Ahmad sintetiza bastante las dramáticas descripciones del origen de los profetas, la palabra primitiva, y otros temas religiosos a través de alusiones y lengua mística. La mayor parte de esta lengua está orientada alrededor de tres árboles, específicamente el primitivo árbol universal del Edén, descrito en las escrituras judías como dos árboles. Este árbol primitivo es, en algunos aspectos, el espíritu universal de los profetas mismos:

El símbolo del árbol preexistente aparece en otra parte de los escritos de Sheij Ahmad. Dice, por ejemplo, que el Profeta y los Imanes existen en el nivel de ser no limitado o preexistencia, donde son la Palabra Completa y el Hombre Más Perfecto, y en el nivel de ser limitado. En este segundo y limitado plano la nube del Deseo divino subsiste y de ella emana el Agua Primaria que irriga la tierra yerma de materia y elementos. Aunque el Deseo divino permanece sin construir en su ser esencial, su aspecto manifiesto ha entrado ahora en el ser limitado. Cuando Dios cayó de las nubes del Deseo a la tierra yerma, envió esta agua y la mezcló con el suelo en barbecho. En el jardín del cielo conocido como as-Saqurah, el Árbol de la Eternidad surgió y el Espíritu Santo o Intelecto Universal la primera rama que nació de él, es la primera creación entre los mundos.

La noción de seres con naturaleza divina y efímera, presagia la doctrina babí y bahá'í parecida de las Manifestaciones. Estas dos religiones tienen sus raíces en la tradición espiritual shaiji.

### Los cuatro pilares
La doctrina shaijis se puede entender como una teosofía sustentada sobre cuatro pilares:
1. Tawhid: Unidad de Dios. En el movimiento shaijis es una teología apofática radical que reposa sobre la ambigüedad del ser creado y del ser increado, lo Absoluto está en el lado de lo creado.
2. Profetología: Tiene como objetivo el conocimiento de la misión profética en general y la de Mahoma, el último profeta, en particular.
3. Imamología: Su objetivo es el conocimiento de Fátima y de los doce imames. Según Henry Corbin, el imamólogo es la piedra angular del edidicio.
4. Ha existido desde siempre y siempre existirá un hombre apodado "La Puerta" (Báb). Es un imam de su tiempo y el heredero detentor del sentido espiritual encerrado en los texytos sagrados. Es la puerta que hace entrar en el Jardín del conocimiento o la "tierra prometida".

## Liderazgo del movimiento

### Sheij Ahmad

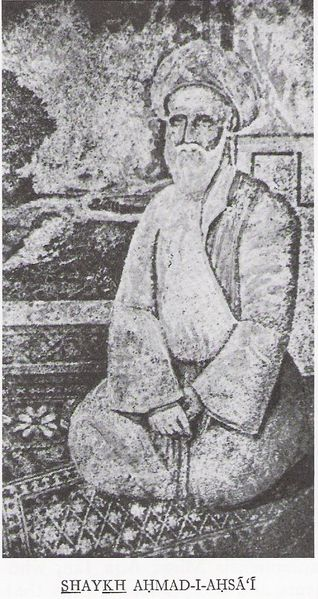
Ahmad al-Ahsa'i

Sheij Ahmad, a la edad de cuarenta años, empezó a estudiar en serio en los centros religiosos chiíes como Kerbala y Nayaf. Obtuvo suficiente reconocimiento en tales círculos para ser declarado mujtahid, es decir, intérprete de la ley islámica. Sostuvo discusiones con estudiosos sufíes y neoplatónicos y obtuvo un reconocimiento positivo entre sus detractores. Lo más interesante es que declaró que todo el conocimiento y las ciencias (en una forma básica) se hallaba en el Corán, y que para sobresalir en las ciencias, todo conocimiento debía ser sacado del Corán. Su punto de vista acabó por ser denunciado por varios clérigos y sostuvo numerosos debates antes de irse a Persia donde se asentó durante un tiempo en la provincia de Yazd.

### Siyyid Kazim

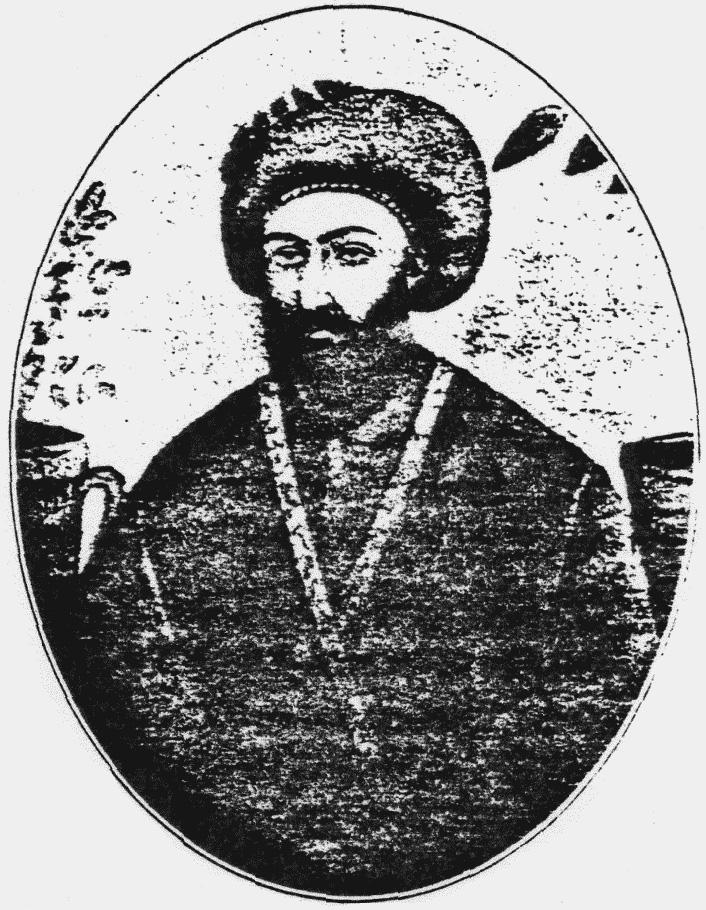
Siyyid Kázim

Sheij Ahmad lideró la secta tan sólo dos años antes de su muerte. Su indisputado sucesor también lideró a los sheijis hasta su muerte. Siyyid Kazim dijo que no viviría para ver al Prometido pero, según los babíes, su aparición era tan inminente que Kazim no dejó ningún sucesor, sino que dijo a sus seguidores que se dispersaran por la tierra para encontrarle.
Siyyid Kazim no indicó de forma explícita a su sucesor. Es más, convencido de que el Mahdi estaba ya en el mundo, animó a sus seguidores a buscarlo. Muchos de los shaijis esperaron que fuera Mulá Husayn, uno de sus alumnos favoritos, quien asumiera tal cargo. Sin embargo, Mulá Husayn declinó tal honor, insistiendo en su obediencia a las últimas órdenes de Siyyid Kazim de buscar al Mahdi. Muchos de los seguidores de Siyyid Kazim se esparcieron tal y como hizo Mulá Husayn. En 1844 emergieron dos perspectivas y surgieron dos campos sobre la base de las diferentes reclamaciones de ambos individuos.

### Mulá Husayn y Siyyid Alí-Muhammad (El Báb)
El 23 de mayo de 1844, durante su búsqueda del Mahdi, Mulá Husayn encontró en Shiraz a un joven llamado Siyyid Alí-Muhammad. Ali-Muhammad había ido a alguna de las clases de Siyyid Kazim, y comentarios posteriores dicen que afirmó una conexión entre sus propias predicciones sobre el Mahdi y ese Alí-Muhammad que iba a su clase. Ali-Muhammad, en el encuentro del 23 de mayo tomó el título de El Báb y se autoproclamó el Mahdi. Mulá Husayn aceptó esta proclamación así como la mayoría de los estudiantes shaijis, los cuales se convirtieron en los primeros babíes. El Báb fue finalmente declarado hereje y fue ejecutado el 9 de julio de 1850. Muchos de los babíes siguieron al líder de la comunidad babí llamado Bahá'u'lláh, quien fundó la Fe Bahá'í declarando ser el prometido por El Báb. Tanto babíes como bahá'ís ven el los shaijis a los precursores de su tradición religiosa.

### Karim Khan
Haji Karim Khan Kirmani (1809/1810-1870/1871) se convirtió en el líder del grupo shaiji que no siguió a El Báb. Se convirtió en el más crítico con El Báb, escribiendo cuatro ensayos contra él. Bahá'u'lláh a su vez, describió a Karim como "locura disfrazada de conocimiento". Karim repudió algunas de las enseñanzas más radicales de Ahsai y Rashti y movió la escuela shaiji hacia las corrientes usulíes. Le sucedió su hijo Shaykh Muhammad Khan Kirmani (1846-1906), y luego el hermano de Muhammad Shaykh Zaynal 'Abidln Kirmani (1859-1946). A Shaykh Zayn al-'Abidin Kirmani le sucedió Shaykh Abu al-Qasim Ibrahimi (1896-1969), a quien sucedió su hijo 'Abd al-Rida Khan Ibrahimi que fue líder hasta su muerte.

## Relación con el babismo y la Fe Bahá'í
Los babíes y los bahá'ís ven al shaijismo como el ancestro espiritual de su movimiento, preparandor del camino hacia El Báb y, finalmente, hacia Bahá'u'lláh. En esta visión, el Shaijismo ha cumplido con su propósito escatológico y no es ya relevante.

## Shaijismo moderno
El líder actual del Shaijismo es Ali al-Musawi, que encabeza una comunidad con seguidores en Irak -principalmente en Kerbala y Basora - Irán y el golfo Pérsico. Basora posee una significante minoría shaiji y su mezquita es una de las mayores de la ciudad, reuniendo a 12 000 personas. Los shaijis son totalmente apolíticos y se les permitió cierta libertad durante el régimen de Sadam Huseín. Desde la invasión de Irak del 2003 y la posterior guerra civil iraquí han sido blanco de los nacionalistas iraquíes, quienes les acusaban de ser saudíes basándose en que Ahmad al-Ahsai era originario de la actual Arabia Saudí. Respondieron creando una milicia armada y pidiendo a todos los grupos políticos locales que firmaran un pacto en el cual se les permitiera vivir en paz. Esto se hizo en la conferencia de al-Zahra en abril de 2006. En una acción fuera de su tradicional postura apolítica, un partido político shaiji apareció en las elecciones de la gobernación de Basora de 2009, quedando en tercer lugar, ganando un 5% de los votos y 2 de los 35 asientos.